# جامعة برمنغهام
 جامعة برمنغهام (بالإنجليزية: University of Birmingham) هي جامعة إنكليزية في مدينة برمنغهام. وُجدت في 1900 كهيئة لاحقة لكلية ماسون للعلوم، ولهذا فهي من أوائل ما يدعى بجامعات الطابوق الأحمر. وهي أيضاً هيئة بحوث كبيرة، وحالياً يوجد فيها 17,000 طالب في الدراسات التحت التخرج و 7,000 طالب في الدراسات العليا. وهي عضو في مجموعة راسل للجامعات.

## مخطوطة القرآن
في 2015 أعلنت الجامعة عن عُثورها على مخطوطةٍ قُرآنيَّةٍ ترجع إلى العصر النبوي، بعد أن كانت قد دُمجت بالخطأ مع مخطوطةٍ أُخرى طيلة سنوات.

## مركز الجامعة التقييمي
تم تقييم جامعة برمنغهام بمركز 33 من 109 في الجامعات في جريدة التايمز سنة 2007  و مركز 16 من 109 في جريدة الغارديان لسنة 2006، وهي أيضاً في المركز الخامس في بريطانيا من حيث البحوث.
تُقيَيم جامعة برمنغهام بالمركز الـ 90 بين أحسن جامعات العالم.
| السنة | تقييم جريدة التايمز | تقييم جريدة الكارديان |
| ----- | ------------------- | --------------------- |
| 2007  | 33/109              | --/122                |
| 2006  | 33/109              | 16/122                |
| 2005  | 23/119              | 29/122                |
| 2004  | 23/119              | 22/109                |

| السنة | المركز العالمي |
| ----- | -------------- |
| 2006  | 90/500         |
| 2005  | 98/500         |

## وصلات خارجية
- موقع جامعة بيرمينغهام
- مركز الطلاب في جامعة بيرمينغهام
- Redbrick - جريدة الطلاب في جامعة بيرمينغهام
- Burn FM - محطة راديو الطلاب في جامعة بيرمينغهام
- The Barber Institute of Fine Arts
- The Raymond Priestley Outdoor Pursuits Centre المركز الرياضي في جامعة بيرمينغهام
- BBC Article in the University rebrand
- Google Map
- History of the University of Birmingham Medical School نسخة محفوظة 14 يناير 2008 على موقع واي باك مشين.
- The Radish - Alternative paper and unofficial messageboard of Birmingham University
- Photos by David Towers from the top floor of Chamberlain Hall Chamberlain Hall is the highest student residence on the Vale